# Грузовой трамвай
Грузовой трамвай — вид служебных трамвайных вагонов для перевозки (развозки) грузов в пределах города, одно из применений трамвая. Грузовой трамвай является транспортной организацией, которая предоставляет услуги грузоперевозок городским потребителям. Имеющиеся практически в каждом трамвайном хозяйстве служебные вагоны, перевозящие грузы для нужд обслуживания трамвайной сети, не являются частью специализированной грузовой транспортной организации и зачастую являются модификацией пассажирских вагонов, в особенности устаревших и списанных. Такие вагоны зачастую являются последними представителями данной модели на ходу. Помимо снегоочистительных и поливомоечных вагонов, трамвайные хозяйства также имеют рельсошлифовочные вагоны, рельсотранспортеры, вагоны-вышки контактной сети, специальные вагоны для термитной сварки и, кроме того, путеремонтные вагоны, шпалоподбивочные машины и другие служебные трамваи.

## История
С ростом промышленности и торговли в XIX веке, стали возрастать внутригородские перевозки грузов. Обычный гужевой транспорт перестал справляться с растущими грузопотоками. Поэтому с появлением в середине века городских конных железных дорог (конок) они стали использоваться не только для пассажирских перевозок, но и для перевозок грузов. Грузовая конка стала непосредственной предшественницей электрического грузового трамвая.
Часто грузы доставлялись к складам и магазинам с железнодорожных станций по путям, специально проложенным по городским улицам, непосредственно в железнодорожных вагонах, без перегруза. Для этого могли использоваться как лошади, так и небольшие паровозы.
С появлением электрического трамвая новая тяга стала распространяться и для грузовых перевозок. Охватившая все крупные города Европы и Северной Америки сеть трамвайных путей позволила связать пакгаузы городских железнодорожных станций и речных причалов со складами и площадками заводов в других городских районах. Строились и специальные грузовые трамвайные линии, предназначавшиеся только для грузовых перевозок. Так, трамвайная система Кисловодска, открывшаяся в 1903 году и закрытая в 1966 году, всё это время была исключительно грузовой (использовалась для доставки готовой продукции с нарзанного завода на железнодорожные склады).
В Гронингене (Нидерланды) до введения центрального отопления существовала целая «угольная трамвайная сеть», по которой специальные грузовые трамваи развозили уголь по котельным города.
Высокая провозная способность электрических грузовых трамваев, а также дешевизна перевозок в сравнении с гужевым транспортом и ранними грузовыми автомобилями позволяли им успешно конкурировать во внутригородских грузовых перевозках.
Значительное увеличение количества грузовых трамваев произошло во время Первой мировой войны, в связи с большой мобилизацией лошадей и грузовиков в армии воюющих государств. Например, в 1915—1921 годах большая часть грузов (уголь, дрова, мука и т. д.) в Москве, Петрограде и других крупных городах России перевозилась от железнодорожных пакгаузов к магазинам и складам именно грузовыми трамваями. На пике популярности в 1920—1930-е годах грузовые трамваи в городах Северной Америки даже исполняли роль катафалков (к крупнейшим городским кладбищам были проложены специальные подъездные пути). В связи с падением роли городского трамвая к концу 1930-х годов утратил своё значение и грузовой трамвай. Однако, во время Второй мировой войны значение грузового трамвая в СССР снова значительно возросло. Так львиная доля внутригородских грузоперевозок в Москве и Ленинграде в 1942—1945 годах осуществлялась именно грузовыми трамваями.
Полностью движение грузовых трамваев в Москве было прекращено в 1972 году с закрытием грузового трамвайного депо. В Ленинграде грузовое трамвайное движение получило наибольшее развитие по сравнению с другими городами СССР. В постсоветском Санкт-Петербурге этот вид перевозок резко пошёл на спад. Последними его пользователями были, по инерции, неприватизированные предприятия («Русский дизель», ряд заводов на Васильевском острове), но в 1997 году перевозки были закрыты. В Харькове участок трамвайной сети до недавних пор использовался для подачи грузовых железнодорожных вагонов на кондитерскую фабрику.

## Современность
Конструктивно грузовой трамвай представляет собой тот же городской трамвай, только с заменой пассажирского салона на грузовую платформу или закрытый отсек фургонного типа. Применение грузового трамвая в условиях современных мегаполисов может быть целесообразным при условии их эксплуатации на специальных выделенных линиях или параллельно со скоростным трамваем, что позволяет заметно снизить нагрузку на городские магистрали.

### Вена
В мае 2005 года после 50-летнего перерыва на улицы австрийской столицы вновь вышел грузовой трамвай. Проект «GüterBim» осуществлён официальным муниципальным пассажироперевозчиком Wiener Linien («Венские линии») совместно с партнёрами TINA Vienna, VIENNA CONSULT и Wiener Lokalbahnen AG. Проект утверждён Австрийским федеральным министерством транспорта, инноваций и технологий (BMVIT) в рамках программы I2 («Разумная инфраструктура», нем. Intelligente Infrastruktur) в рамках концепции: «Городским грузоперевозкам — существующую инфраструктуру общественнеого транспорта» (нем. Güterbeförderung im Stadtgebiet auf bestehender ÖPNV-Infrastruktur).
Работа по проекту началась в августе 2004 года. В ходе неё было обследовано состояние инфраструктуры, организационные, правовые и логистические предпосылки применительно к пробным маршрутам перевозок для индустриальных заказчиков. Пробный грузовой трамвайный поезд прошёл по улицам Вены в мае 2005 года. С августа 2005 года начались поездки по внутренним линиям. 1 января 2006 года начались работы по проекту GüterBim-Telematik по разработке операционной сети, связывающей обработку заказов, логистику и контроль за функционированием системы. Результаты были сообщены в докладе министерству транспорта.

### Дрезден
Начиная с 1980-х годов в странах Западной Европы возрождается интерес к экологически чистому и производительному грузовому трамваю. Например, грузовые трамвайные поезда применяются в немецких городах Вольфсбурге (с 1998) и Дрездене (с 2001) для перевозки комплектующих со складов поставщика на сборочные заводы «Фольксвагена», расположенные в этих городах. Состав состоит из двух моторных вагонов с постом машиниста в обоих концах поезда и трёх промежуточных грузовых моторных вагонов. Каждая ось приводится в действие асинхронным мотором мощностью в 45 кВт, таким образом общая мощность поезда составляет 900 кВт. Масса пустого поезда — 90 тонн, максимальная масса (с грузом) — 150 тонн. Общая длина состава — почти 60 метров.

### Цюрих
Начиная с 15 апреля 2003 года в Цюрихе (Швейцария) трамвай используется для вывоза мусора. Трамвайный поезд-мусоровоз состоит из трамвая-тягача и двух прицепных вагонов-платформ, на которые установлены контейнеры. Население заранее оповещается, где и когда в ожидании их мусора будет стоять трамвай. Трамвай вывозит «крупный» мусор (старые велосипеды, мебель и т. п.).
В первый же день работы трамвай вывез 7,7 тонн мусора. До 18 декабря 2003 года трамвай-мусоровоз работал в экспериментальном режиме. Так как эксперимент был успешным (вывоз мусора трамваем оказался дешевле, чем грузовым автомобилем), было решено и далее использовать трамвай для вывоза мусора. Сначала мусорный трамвай привозил контейнеры в депо, откуда их отвозили на мусороперерабатывающий завод на грузовиках. Весной 2005 года была введена в действие специальная трамвайная ветка, по которой трамвай привозит свой груз непосредственно на завод, благодаря чему отпала необходимость в перегрузке.
С декабря 2006 года в Цюрихе стал работать второй грузовой мусорный трамвай. Этот трамвай, получивший название E-Tram, используется для сбора и вывоза на утилизацию отслуживших своё электронных и электрических приборов.

## В кино
- «Достояние республики» (1971) — беспризорники бегут на грузовом трамвае из детского дома.
- «Невероятные приключения итальянцев в России» (1973) — герои на грузовом трамвае спасались от льва Кинга, преследовавшего клад с драгоценностями героини Ольги.
- «Странные мужчины Семёновой Екатерины» (1992) — неоднократно появляется в фильме, в финале герои едут на грузовом трамвае.
- «Брат» (1997) — на грузовом трамвае скрывался от бандитов Данила Багров.